# Herrarnas +102 kg i tyngdlyftning vid olympiska sommarspelen 2024
Herrarnas tyngdlyftning i +102-kilosklassen vid olympiska sommarspelen 2024 hölls den 10 augusti 2024 i Paris Expo Porte de Versailles i Paris i Frankrike.

## Rekord
Innan tävlingens start gällde följande rekord.
| Världsrekord     | Ryck   | Lasja Talachadze (GEO) | 225 kg | Tasjkent, Uzbekistan | 17 december 2021 |  |
| Världsrekord     | Stöt   | Lasja Talachadze (GEO) | 267 kg | Tasjkent, Uzbekistan | 17 december 2021 |  |
| Världsrekord     | Totalt | Lasja Talachadze (GEO) | 492 kg | Tasjkent, Uzbekistan | 17 december 2021 |  |
|                  |        |                        |        |                      |                  |  |
| Olympiska rekord | Ryck   | Lasja Talachadze (GEO) | 223 kg | Tokyo, Japan         | 4 augusti 2021   |  |
| Olympiska rekord | Stöt   | Lasja Talachadze (GEO) | 265 kg | Tokyo, Japan         | 4 augusti 2021   |  |
| Olympiska rekord | Totalt | Lasja Talachadze (GEO) | 488 kg | Tokyo, Japan         | 4 augusti 2021   |  |

Följande nya rekord noterades under tävlingen:
| Gren   | Idrottare          | Rekord | Typ av rekord |
| ------ | ------------------ | ------ | ------------- |
| Ryck   | Ali Rubaiawi (IRQ) | 200 kg | 0VRJ0         |
| Totalt | Ali Rubaiawi (IRQ) | 437 kg | 0VRJ0         |

## Resultat
| Placering | Idrottare            | Nation      | Ryck (kg) | Ryck (kg) | Ryck (kg) | Ryck (kg) | Stöt (kg) | Stöt (kg) | Stöt (kg) | Stöt (kg) | Totalt    |
| Placering | Idrottare            | Nation      | 1         | 2         | 3         | Resultat  | 1         | 2         | 3         | Resultat  | Totalt    |
| --------- | -------------------- | ----------- | --------- | --------- | --------- | --------- | --------- | --------- | --------- | --------- | --------- |
| 1         | Lasja Talachadze     | Georgien    | 210       | 215       | 220       | 215       | 247       | 255       | —         | 255       | 470       |
| 2         | Varazdat Lalayan     | Armenien    | 210       | 215       | 218       | 215       | 247       | 252       | 256       | 252       | 467       |
| 3         | Gor Minasyan         | Bahrain     | 210       | 216       | 220       | 216       | 245       | 255       | 255       | 245       | 461       |
| 4         | Ali Davoudi          | Iran        | 200       | 201       | 205       | 205       | 242       | 257       | 257       | 242       | 447       |
| 5         | Man Asaad            | Syrien      | 191       | 197       | 201       | 197       | 235       | 241       | 253       | 241       | 438       |
| 6         | Ali Rubaiawi         | Irak        | 195       | 195       | 200       | 200 0VRJ0 | 230       | 237       | 247       | 237       | 437 0VRJ0 |
| 7         | Abdelrahman El-Sayed | Egypten     | 178       | 183       | 190       | 183       | 225       | 233       | 233       | 233       | 416       |
| 8         | David Liti           | Nya Zeeland | 178       | 182       | 184       | 184       | 224       | 231       | 235       | 231       | 415 0AR0  |
| 9         | Mart Seim            | Estland     | 175       | 180       | 183       | 180       | 220       | 237       | 237       | 220       | 400       |
| 10        | Eishiro Murakami     | Japan       | 170       | 180       | 180       | 180       | 200       | 220       | 230       | 220       | 400       |
| 11        | Kamil Kučera         | Tjeckien    | 100       | 110       | —         | 110       | 120       | 140       | —         | 140       | 250       |
| —         | Walid Bidani         | Algeriet    | 190       | 190       | —         | —         | —         | —         | —         | —         | 0DNF0     |